# سیارک ۲۵۹۵۳
سیارک ۲۵۹۵۳ (به انگلیسی: 25953 Lanairlett، نامگذاری:2001FM5)۲۵۹۵۳مین سیارک کشف شده‌است که در ۱۸ مارس ۲۰۰۱ کشف شد.